# Microsciurus
Microsciurus és un gènere de rosegadors esciüromorfs de la família dels esciúrids. Habiten les regions tropicals de Centreamèrica i Sud-amèrica. Conté onze espècies, de les quals tres o quatre són centre-americanes i la resta són sud-americanes.